# Władimirskij Łagier´
Władimirskij Łagier´ (ros. Владимирский Лагерь) – miasteczko w Rosji, w obwodzie pskowskim, w rejonie strugo-krasnieńskim. W 2021 liczyło 1575 mieszkańców.